# Southease
Southease är en civil parish i Storbritannien.   Den ligger i grevskapet East Sussex och riksdelen England, i den södra delen av landet, 80 km söder om huvudstaden London. Antalet invånare är 502. Arean är 11,3 kvadratkilometer.
Terrängen i Southease är platt.